# Romário
Romário de Souza Faria, eller bara Romário, född den 29 januari 1966 i Rio de Janeiro, är en brasiliansk politiker och före detta professionell fotbollsspelare, känd som en av Brasiliens bästa anfallare och största målskyttar genom tiderna. Romário var den stora stjärnan i det brasilianska landslaget när landet vann sitt fjärde VM-guld 1994 och utsågs också av Fifa till VM:s bästa spelare.

## Karriär
1994 vann Brasilien med en Romário i storform VM-guldet; bland annat avgjorde han semifinalen mot Sverige. Totalt blev det fem mål för brassen och han utsågs senare samma år till världens bästa fotbollsspelare.
Romario anses allmänt vara en av de absolut bästa anfallsspelarna under 1990-talet och han räknas också bland de tio bästa brasilianska spelarna genom tiderna. Så sent som 2005, 39 år gammal, blev han skyttekung i den brasilianska ligan med 22 mål.
Romário har sagt att han gjorde sitt 1000:e mål i karriären på straff i en match i brasilianska ligan för sitt Vasco da Gama. Enligt Fifa har han dock gjort sammanlagt 929 mål, men Romário påstår att de övriga målen gjorts i vänskapsmatcher.
Romário lade fotbollsskorna på hyllan i februari 2008, men återkom senare i november 2009 för en match i sin fars favoritklubb América FC.

## Tvist om pengar
2008 krävde Romário sin gamla klubb Vasco da Gama på cirka 128 miljoner kronor för obetald lön och pengar för att få använda hans namn i marknadsföringssammanhang. Klubben erkände att de var skyldiga honom pengar, men sade sig inte ha råd att betala. De hade tidigare betalat av skulden kontinuerligt, men betalningarna upphörde i augusti samma år. Romário sade då att om klubben inte började betala igen innan 2009 skulle han stämma dem.

## Meriter

### Klubblag
Vasco da Gama
- Cariocamästerskapet 1987, 1988
- Brasiliansk mästare Série A 2000
- Copa Mercosur 2000

 PSV Eindhoven
- Nederländsk mästare Eredivisie 1989, 1991, 1992
- Nederländsk Cupmästare 1989, 1990
- Nederländsk Supercupmästare 1992

 Barcelona
- Spansk mästare 1992, 1993, 1994
- Spansk Supercupmästare 1992, 1993
- Europeisk Supercupmästare 1993

 Flamengo
- Cariocamästerskapet 1996, 1999
- Copa Oro 1996
- Copa Mercosur 1999

 Al-Sadd
- Qatar Crown Prince Cup: 2003

 America FC
- Cariocamästerskapet: 2009

### Landslag
Brasilien
- Världsmästare 1994
- Mästare Confederations Cup 1997
- Mästare Copa América 1989, 1997

### Individuellt
- Skyttekung Rio de Janeiro Stats-liga 1986, 1987, 1996, 1997, 1998, 1999, 2000
- Skyttekung OS 1988
- Skyttekung Holländska Ligan Eredivisie 1989, 1990, 1991, 1992
- Skyttekung i Holländska Cupen 1989, 1990
- Skyttekung UEFA Champions League 1989–90, 1992–93
- Skyttekung Spanska Ligan La Liga 1994
- Bästa sydamerikanske spelaren i Spanska Ligan (EFE trophy) 1994
- VM:s bäste spelare 1994 (utsedd av FIFA)
- Världens bäste fotbollsspelare 1994
- Skyttekung FIFA Confederations Cup 1997
- Skyttekung Rio-São Paulo Turnering 1997, 2000
- Skyttekung Brasilianska Cupen 1998, 1999
- Skyttekung Copa Mercosur 1999, 2000
- Skyttekung i Brasilianska Ligan 2000, 2001, 2005
- Bäste spelare i finalen för Världsmästerskapet för klubblag 2000
- Guldbollen som Bäste spelare i Brasilianska Ligan 2000 (Bola de Prata)
- Sydamerikas bäste spelare 2000
- Med på FIFA 100-listan, gjord av Pelé